# Háziporatkák
A háziporatkák (Dermatophagoides) a pókszabásúak (Arachnida) osztályának Astigmata rendjébe, ezen belül a Pyroglyphidae családjába tartozó nem.

## Tudnivalók
A háziporatkák, amint nevük is utal rá, főleg fedett helyen - ember alkotta épületekben - levő porban, valamint madárfészkekben, élő apró élőlények, melyek emberi vagy állati elhullott bőrdarabokkal és egyes penészfajokkal táplálkoznak. Egyes embereknél asztmás rohamot és egyéb allergiát okozhatnak. A kutatások szerint, egy grammnyi porban 22-8340 példány is élhet. A világ minden táján megtalálhatók. Mindkét nemnek kerekded a teste és krémes fehér a színe; a nőstény 420 mikron (0,42 mm) hosszú és 320 mikron (0,32 mm) széles, míg a hím szintén 420 mikron (0,42 mm) hosszú, de csak 245 mikron (0,245 mm) széles. A hímnek egypár tapadószerve van a hasi tájékán, mellyel rákapaszkodik a nőstényre párzás alatt. A háziporatkáknak az egyedfejlődése 6 stádiumból áll: pete, mozgó lárva, nyugvó lárva, mozgó nimfa, nyugvó nimfa és felnőtt. A hőmérséklettől és nedvességtől függően ez a hat stádium 19-30 nap alatt történik meg. Párzás után a nőstény naponta egy petét rak le; a peték száma fajtól függően 30-80 között lehet.

## Rendszerezés
A nembe az alábbi 3 faj tartozik (meglehet, hogy a lista hiányos):
- Dermatophagoides farinae Bogdanov, 1864
- Dermatophagoides microceras
- Dermatophagoides pteronyssinus